# Chiesa del Sacro Cuore (Firenze)
La chiesa del Sacro Cuore è un luogo di culto cattolico che si trova in via Capo di Mondo a Firenze, sede dell'omonima parrocchia affidata al clero dell'arcidiocesi di Firenze.

## Storia e descrizione
Il francescano Padre Ludovico da Casoria, fondatore della Congregazione dei frati bigi, fece costruire fra il 1874 e il 1877 la chiesa sul modello di San Salvatore al Monte.
Nel 1941 fu costituita la parrocchia e l'edificio venne interamente ristrutturato dall'architetto Lando Bartoli fra il 1956 e il 1962. Per l'avveniristico campanile, l'architetto si avvalse della collaborazione di Pier Luigi Nervi. Nel 1957 venne costruito l'organo a canne dalla ditta Mascioni (opus 743), a trasmissione elettrica con 28 registri su due manuali e pedale.
Opere importanti sono la vetrata con la Resurrezione di Marcello Avenali, le porte in bronzo e i Santi in ceramica di Angelo Biancini, la Via Crucis musiva di János Hajnal, un Crocifisso di Umberto Bartoli, una Madonna col Bambino del '500, una cinquecentesca Ultima Cena di Giovanni Stradano e l'Apparizione del sacro Cuore di Antonio Ciseri (1880).
Nel marzo 2007 sono terminate alcune opere di ristrutturazione alla cupola della chiesa.

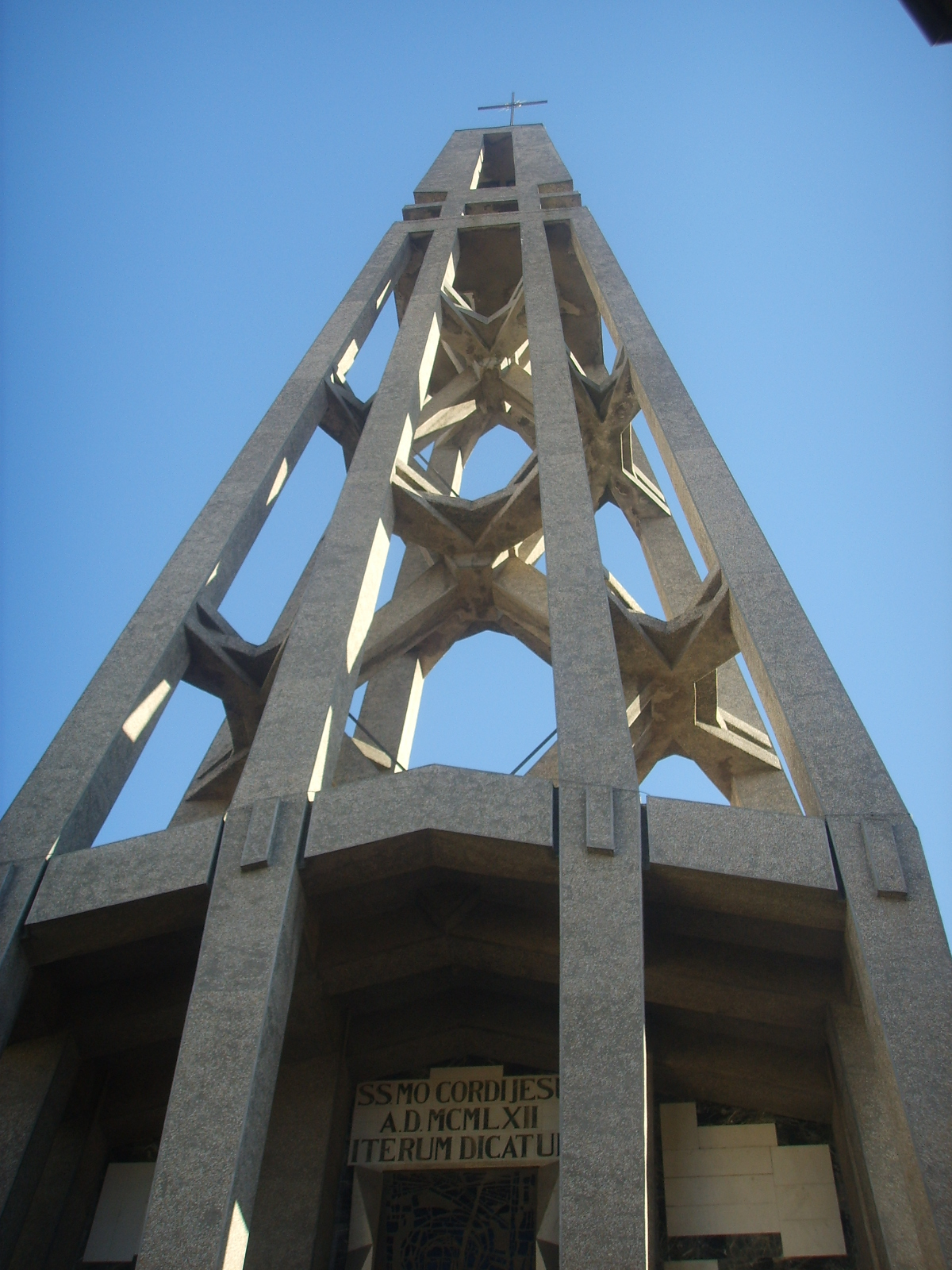
Il campanile dal basso
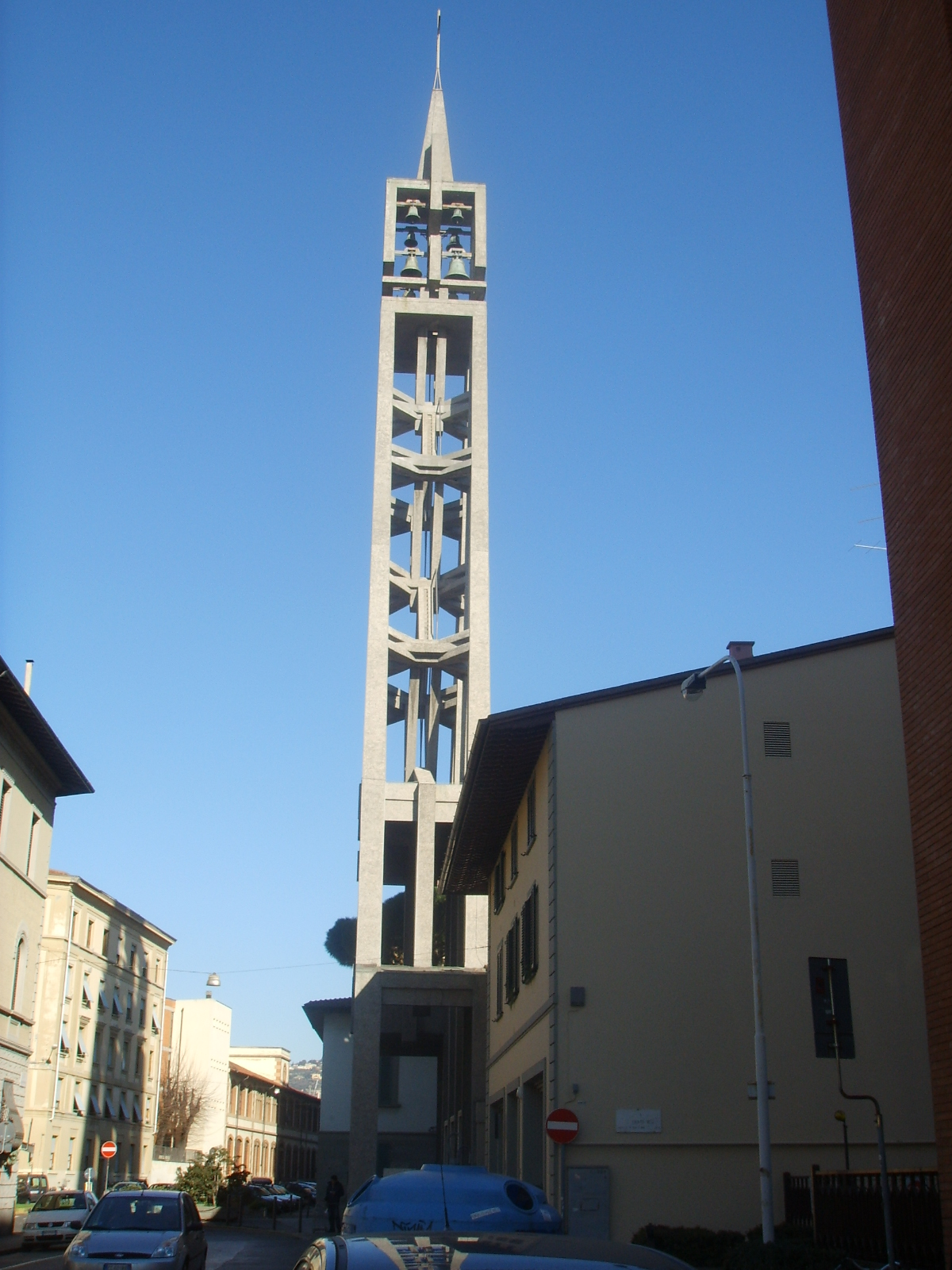
Veduta laterale del campanile
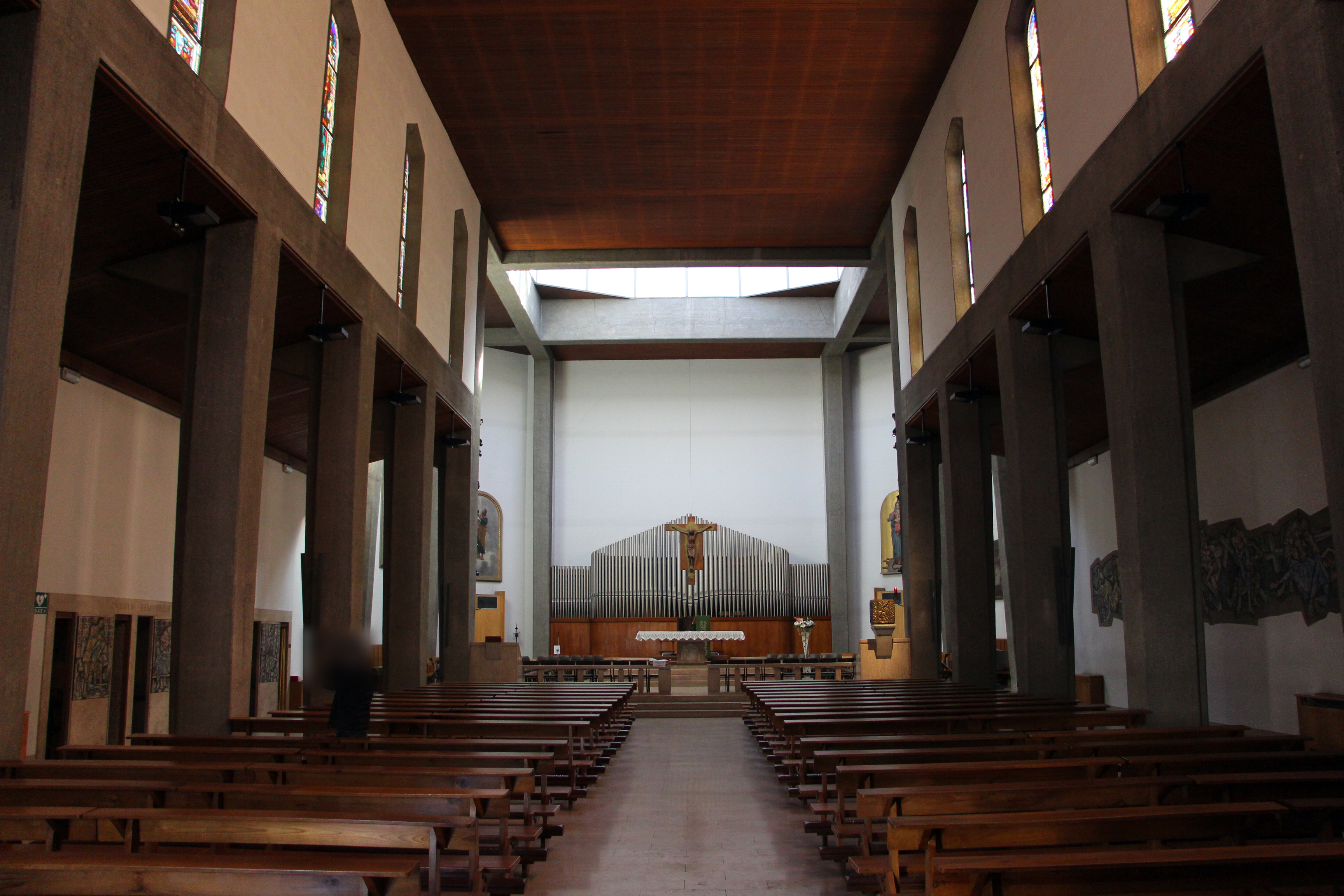
Interno
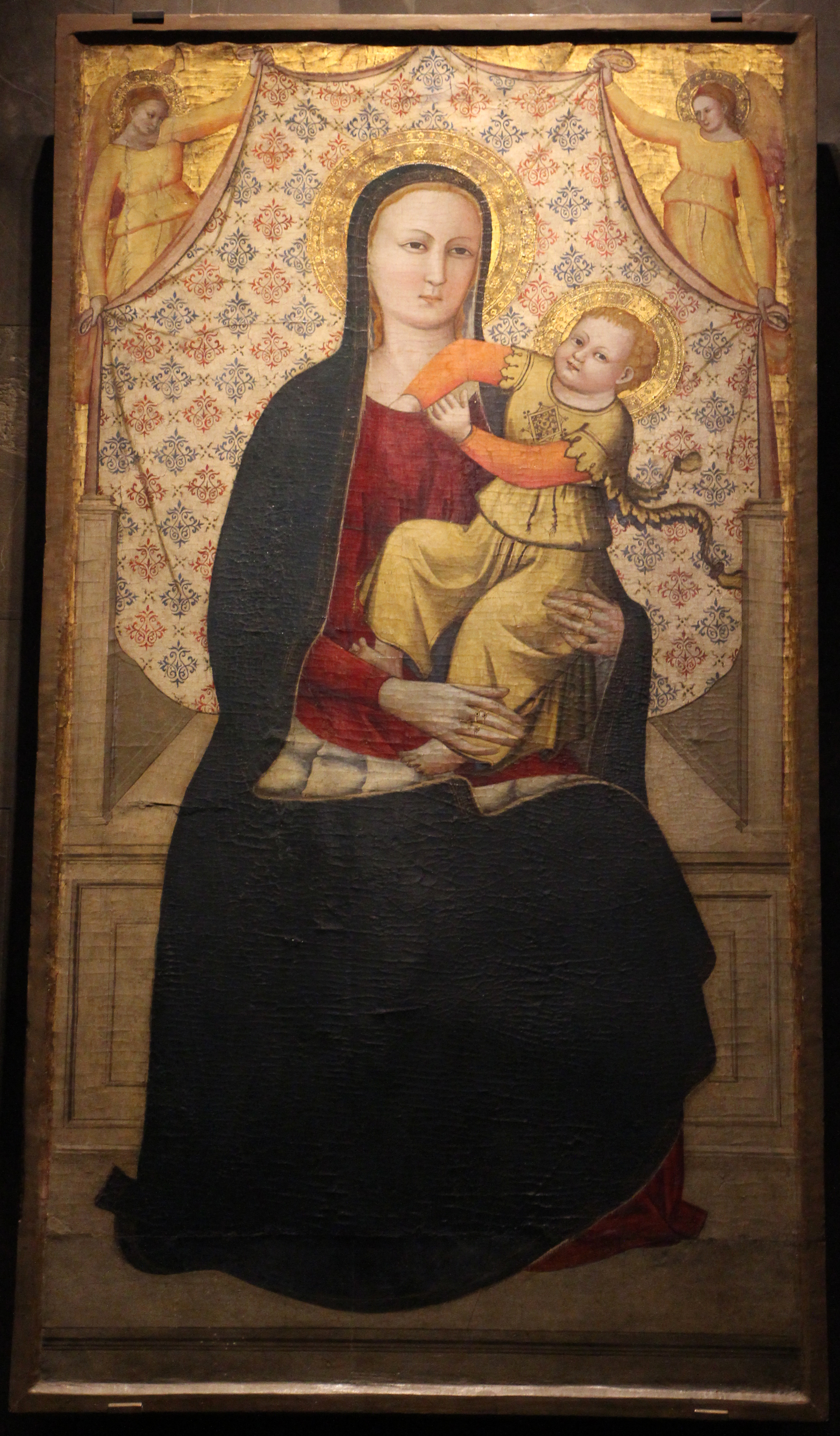
Madonna col Bambino del Maestro di San Martino a Mensola
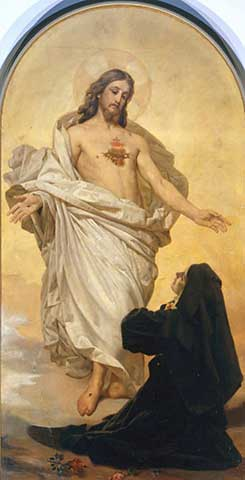
Visione del cuore di Gesù di Antonio Ciseri
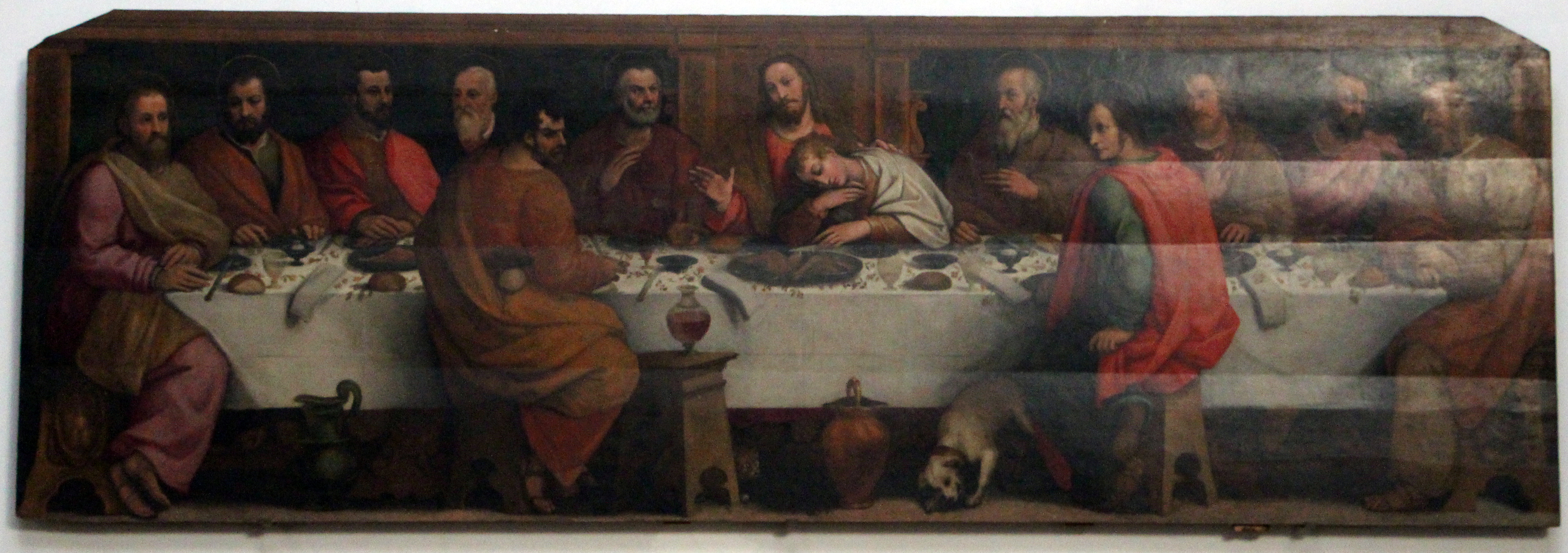
Ultima Cena di Giovanni Stradano